# Монітори типу «Міантономо»
Типу «Міантономо» — серія з чотирьох моніторів, побудованих для ВМС Союзу під час Громадянської війни в США. Проте лише один корабель був завершений достатньо швидко для участі у бойових діях. Монітори типу були утилізовані у 1874—1875 роках.

## Проектування та будівництво
Кораблі спроектував Джон Лентхолла. Корпуси моніторів мали звичайну форму, але були побудовані з дерева, а не із заліза. Надводний борт становив 31 дюйм, що залишило частину корпусу відкритою, тож цей простір був захищений кількома дюймами броньової плити, підкріпленої дубом. Башти були схожі на башти моніторів типу «Пассейк», лише трохи збільшені. У верхній частині кожної башти були встановлені містки. Між баштами була споруджена легка палуба, висока труба і висока вентиляційна витяжка. Існували деякі відмінності між кораблями типу, які спонукали деякі джерела як чотири різних типи. Приміром башти «Тонаванди» були розташовані ближче одна до одної, ніж башти інших трьох кораблів.

## Представники
| Назва         | Будівник                    | Закладено | Спущено на воду      | Вступив у стрій      | Доля                       |
| ------------- | --------------------------- | --------- | -------------------- | -------------------- | -------------------------- |
| «Агаментікус» | Portsmouth Navy Yard        | 1862 рік  | 19 березня 1863 року | 5 травня 1864 року   | зданий на злам у 1874 році |
| «Міантономо»  | New York Navy Yard          | 1862 рік  | 15 серпня 1863 року  | 18 вересня 1865 року | зданий на злам у 1875 році |
| «Монаднок»    | Boston Navy Yard            | 1862 рік  | 23 березня 1863 року | 4 жовтня 1864 року   | зданий на злам у 1874 році |
| «Тонаванда»   | Philadelphia Naval Shipyard | 1862 рік  | 6 травня 1863 року   | 12 жовтня 1865 року  | зданий на злам у 1874 році |